# Zerstörer 1944
Los Zerstörer 1944 fueron una serie de destructores construidos por la Kriegsmarine a principios de 1944. Usados como apoyo en formación y en la guerra antisubmarinas. Usaron el mismo casco que los "Zerstörer" construidos en 1936.
- Datos: Q9097661